# Острів втрачених душ
«Острів втрачених душ» (англ. Island of Lost Souls) — американський науково-фантастичний фільм жахів режисера Ерла Кентона за твором Острів доктора Моро Герберта Веллса.

## Опис фільму
Головною метою своїх дослідів доктор Моро ставить вивчити до кінця пластичність живих організмів, тому ось уже десять років перебуваючи на острові він намагається створити зі звіра людину. Створено вже близько 60 тварино-людей, починаючи від найменших і закінчуючи монстрами.
Фільм знято на острові Санта-Каталіна.

## У ролях
| Актор         | Роль                 |
| ------------- | -------------------- |
| Чарльз Лотон  | доктор Моро          |
| Річард Арлен  | Едвард Паркер        |
| Лейла Гайамс  | Рут Томас            |
| Бела Лугоші   | Саер Лоу             |
| Кетлін Берк   | Лота джужина Паркера |
| Артур Гогл    | пан Монтгомері       |
| Стенлі Філдс  | Девіс капітан        |
| Пол Герст     | Донаг'ю капітан      |
| Ганс Штайнке  | Оурен                |
| Тетсу Комай   | Міллінг              |
| Джордж Ірвінґ | консул               |